# ۸۳۰ (خورشیدی)
۸۳۰ هشتصد و سیمین سال هجری خورشیدی است.

## زادگان
- شیبک خان، (درگذشت: ۸۸۹)، ازبک، بنیانگذار حکومت شیبانیان یا ازبکان.